# Briuhovîci
Briuhovîci (în ucraineană Брюховичі) este o așezare de tip urban din orașul regional Liov, regiunea Liov, Ucraina. În afara localității principale, nu cuprinde și alte sate.

## Demografie
Componența lingvistică a așezării de tip urban Briuhovîci
     Ucraineană (95,34%)
     Rusă (3,7%)
     Alte limbi (0,39%)
Conform recensământului din 2001, majoritatea populației așezării de tip urban Briuhovîci era vorbitoare de ucraineană (95,34%), existând în minoritate și vorbitori de rusă (3,7%).